# Stephen Meek

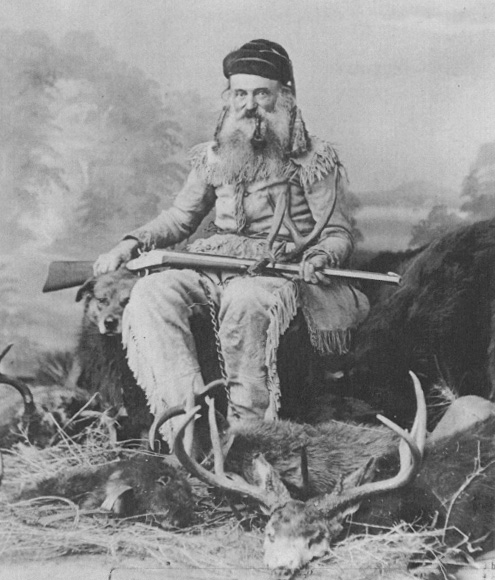
Stephen Meek

Stephen Hall Meek (n. 4 iulie 1807 - d. 8 ianuarie 1889) a fost un vânător de animale pentru blăni și ghid în vestul Americii. Este cel mai renumit pentru că a călăuzit numeroase căruțe de imigranți prin deșertul Oregon de-a lungul unui drum care va fi denumit mai târziu Meek Cutoff.  Născut în Washington County, Virginia, atât el cât și fratele său Joseph Meek își vor petrece viața lor făcând negoț cu blăni de animale la vest de Munții Stâncoși.